# Крисько, Евсей Кузьмич
Евсей Кузьмич Крисько - бригадир полеводческой бригады совхоза «Сибиряк» Министерства совхозов СССР Тулунского района Ируктской области, Герой Социалистического Труда (1948). 

## Биография
С 1934 года работал трактористом в известном на всю Иркутскую область совхозе «Сибиряк». Участвовал в  Великой Отечественной войне.  После демобилизации был назначен бригадиром полеводческой бригады.
За самоотверженный труд и получение высоких урожаев Е. К. Крисько в 1947 г. было присвоено звание Героя Социалистического Труда.
В 1954 году в качестве бригадира выдающейся сельскохозяйственной бригады принимал участие во Всесоюзной сельскохозяйственной выставке. 
Главный комитет ВСХВ наградил Крисько Е. К. медалью ВСХВ.